# Gournay-le-Guérin
Gournay-le-Guérin és un municipi francès situat al departament de l'Eure i a la regió de Normandia. L'any 2007 tenia 154 habitants.

## Demografia

### Població
El 2007 la població de fet de Gournay-le-Guérin era de 154 persones. Hi havia 60 famílies, de les quals 8 eren unipersonals (4 homes vivint sols i 4 dones vivint soles), 24 parelles sense fills, 24 parelles amb fills i 4 famílies monoparentals amb fills.
La població ha evolucionat segons el següent gràfic:
Habitants censats

### Habitatges
El 2007 hi havia 84 habitatges, 57 eren l'habitatge principal de la família, 23 eren segones residències i 5 estaven desocupats. Tots els 84 habitatges eren cases. Dels 57 habitatges principals, 46 estaven ocupats pels seus propietaris, 9 estaven llogats i ocupats pels llogaters i 2 estaven cedits a títol gratuït; 2 tenien dues cambres, 12 en tenien tres, 14 en tenien quatre i 29 en tenien cinc o més. 37 habitatges disposaven pel capbaix d'una plaça de pàrquing. A 24 habitatges hi havia un automòbil i a 29 n'hi havia dos o més.

### Piràmide de població
La piràmide de població per edats i sexe el 2009 era:
| Homes | Edats   | Dones |
| ----- | ------- | ----- |
| 0     | 95 o +  | 0     |
| 0     | 90 a 94 | 0     |
| 0     | 85 a 89 | 0     |
| 0     | 80 a 84 | 0     |
| 4     | 75 a 79 | 8     |
| 0     | 70 a 74 | 8     |
| 4     | 65 a 69 | 0     |
| 4     | 60 a 64 | 8     |
| 4     | 55 a 59 | 0     |
| 8     | 50 a 54 | 12    |
| 4     | 45 a 49 | 4     |
| 8     | 40 a 44 | 4     |
| 4     | 35 a 39 | 8     |
| 0     | 30 a 34 | 0     |
| 4     | 25 a 29 | 0     |
| 0     | 20 a 24 | 4     |
| 0     | 15 a 19 | 8     |
| 0     | 10 a 14 | 4     |
| 8     | 5 a 9   | 4     |
| 0     | 0 a 4   | 0     |

## Economia
El 2007 la població en edat de treballar era de 85 persones, 72 eren actives i 13 eren inactives. De les 72 persones actives 65 estaven ocupades (37 homes i 28 dones) i 7 estaven aturades (7 dones i 7 dones). De les 13 persones inactives 5 estaven jubilades, 4 estaven estudiant i 4 estaven classificades com a «altres inactius».

### Ingressos
El 2009 a Gournay-le-Guérin hi havia 54 unitats fiscals que integraven 136 persones, la mediana anual d'ingressos fiscals per persona era de 18.169 €.

### Activitats econòmiques
Dels 4 establiments que hi havia el 2007, 2 eren d'empreses de construcció i 2 d'empreses de serveis.
L'únic servei als particulars que hi havia el 2009 era una fusteria.
L'any 2000 a Gournay-le-Guérin hi havia 15 explotacions agrícoles que ocupaven un total de 1.199 hectàrees.

## Poblacions més properes
El següent diagrama mostra les poblacions més properes.